# Gnome-Rhône 9K
Lo Gnome-Rhône 9K Mistral era un motore aeronautico radiale a 9 cilindri raffreddato ad aria prodotto dal 1931, facente parte di una famiglia di motori denominata "serie K" che la casa francese Gnome et Rhône realizzò sviluppando il progetto del britannico Bristol Titan a 5 cilindri che produceva su licenza.
La serie comprendeva anche lo Gnome-Rhône 5K Titan a 5 cilindri, il 7K Titan Major a 7 cilindri ed il 14K Mistral Major a 14 cilindri. Questi motori erano caratterizzati dalla modularità del progetto, ovvero dalla intercambiabilità dei principali componenti meccanici quali l'albero a gomito, i cilindri completi, i pistoni, gli alberi e il coperchio posteriore. In questo modo si poteva realizzare una gamma di motori che potessero occupare più fasce di potenza contenendo costi di produzione e magazzino.

## Produzione su licenza
Dal 9K l'ufficio tecnico sovietico affidato a Sergej Konstantinovič Tumanskij (Сергей Константинович Туманский) ne sviluppò due versioni rimaste allo stadio di prototipo, i Tumanskij M-75 ed M-76.
In Italia la Società Rinaldo Piaggio stipulò un contratto per la produzione su licenza presso i propri stabilimenti di Sestri Ponente e che commercializzò come Piaggio P.IX.

## Velivoli utilizzatori
Francia
- Bernard 75
- Bernard HV-40
- Bernard H 52
- Breguet Calcutta (Short S.8 Calcutta prodotto su licenza)
- CAMS 55/10
- Loire 70
- Morane-Saulnier MS.225
- Wibault 313
- Wibault 365

 Italia
- Savoia-Marchetti S.M.73 (velivolo prodotto su licenza in Belgio ed utilizzato dalla Sabena)

 Romania
- IAR 15